# اتحاد العمل الوطني في أرض إسرائيل
اتحاد العمل الوطني في أرض إسرائيل ( NLF ) (بالعبرية: הסתדרות העובדים הלאומית‏) هو مركز نقابي وطني في إسرائيل .

## تاريخ
تأسس اتحاد العمال الوطني عام 1934 على يد الحركة التصحيحية الصهيونية كبديل لاتحاد عمال الهستدروت (إتحاد نقابات عمال إسرائيل) . يؤمن اتحاد العمال الوطني بالفصل بين أصحاب العمل والنقابات العمالية. على الرغم من أنها لا تنتمي سياسيًا، إلا أنها تعتبر متعاطفة مع حزب الليكود .